# Islam Mashukov
Bản mẫu:Eastern Slavic name
Islam Amirkhanovich Mashukov (tiếng Nga: Ислам Амирханович Машуков; sinh ngày 22 tháng 2 năm 1995) là một tiền đạo bóng đá người Nga. Anh thi đấu cho F.K. Orenburg.

## Sự nghiệp câu lạc bộ
Anh có màn ra mắt tại Giải bóng đá Quốc gia Nga cho F.K. Alania Vladikavkaz vào ngày 5 tháng 9 năm 2013 trong trận đấu với F.K. Mordovia Saransk.

## Đời sống cá nhân
Anh là anh em sinh đôi của Khachim Mashukov.